# Foundation for International Business Administration Accreditation
Die FIBAA (kurz für Foundation for International Business Administration Accreditation) wurde im Herbst 1994 von den Spitzenverbänden der schweizerischen, österreichischen und deutschen Wirtschaft als eine international ausgerichtete Stiftung zur Sicherung von Transparenz und Qualität im Bildungsbereich gegründet. Sie ist eine der elf von der Stiftung Akkreditierungsrat zugelassenen Akkreditierungsagenturen zur Begutachtung von Studiengängen (Programmakkreditierung) und internen Qualitätsmanagementsystemen von Hochschulen (Systemakkreditierung). Stiftungssitz ist Zürich, die Hauptgeschäftsstelle ist in Bonn. Seit die FIBAA im Jahr 2002 Mitglied der European Association for Quality Assurance in Higher Education (ENQA) wurde, dehnte sie ihr Tätigkeitsfeld auf weitere Fachgebiete aus. In den letzten Jahrzehnten ist die Expertise der FIBAA national und international deutlich gewachsen – um Fachgebiete wie Betriebswirtschaft, Rechtswissenschaften, IT, Erziehungs- und Naturwissenschaften sowie Sozial- und Geisteswissenschaften einschließlich interdisziplinärer Fächer dieser Fachbereiche.
Darüber hinaus arbeitet die FIBAA im Rahmen internationaler Gremien an der Vergleichbarkeit von Qualitätsstandards und Qualitätssicherungsverfahren im Bildungsbereich mit. Um Erfahrungen aus der Hochschul- und Akkreditierungsszene unterschiedlicher Länder für ihre Akkreditierungsverfahren fruchtbar zu machen, ist die FIBAA in den einschlägigen Gremien und Arbeitskreisen zum Qualitätswesen im Hochschulbereich auf europäischer Ebene vernetzt und auch in verschiedenen Ländern außerhalb des deutschen Sprachgebiets als offizielle Akkreditierungsagentur anerkannt.
Diane Freiberger ist Geschäftsführerin (Managing Director) der FIBAA. Sie trägt die Gesamtverantwortung für die strategische Ausrichtung und das operative Geschäft der Organisation. Zudem ist sie stark in die Entwicklung von Qualitätsstandards und Akkreditierungsprozessen für Bildungsprogramme eingebunden.

## Verfahren

### Peer-Review-Verfahren
Die Begutachtung von Studiengängen, Weiterbildungskursen, Bildungsträgern und Qualitätsmanagementsystemen richtet sich nach dem im akademischen Bereich ausgewiesenen Peer-Review-Verfahren: Unabhängige und nach fachlichen Kriterien ausgewählte Gutachterinnen und Gutachter prüfen und bewerten die Sachverhalte mit der Hochschule. Für die Bestellung von Gutachterinnen und Gutachtern legt die FIBAA eine Reihe von Anforderungen zugrunde. Ein Kriteriensystem soll dabei eine unbefangene Expertise sicherstellen. Die FIBAA verfügt über einen Gutachterpool, der mehr als 1000 ausgewiesene Experten in ihren Gebieten zählt.

### FIBAA-Fragen- und Bewertungskatalog
Zur Unterstützung ihrer Auftraggeber hat die FIBAA für jedes Verfahren einen FIBAA-Fragen- und Bewertungskatalog (FBK) entwickelt, der alle relevanten Qualitätskriterien in Form von Fragen und Definitionen zu den Benchmarks enthält. Diese Kataloge sind für die FIBAA-Auftraggeber die Basis für die Erstellung ihrer Selbstdokumentation.

### FIBAA-Entscheidungsgremien
Das oberste Organ der Stiftung ist der FIBAA-Stiftungsrat. Er bestimmt die normativen und strategischen Grundlinien und bietet Gewähr für die grenzüberschreitende Vermittlung der Stiftungsidee: die Förderung von Qualität, Transparenz und Internationalität in der Hochschulbildung. Die FIBAA-Akkreditierungs- und Zertifizierungskommission (F-AZK) ist das zentrale Gremium der FIBAA, das über die Vergabe von Akkreditierungen und Zertifizierungen entscheidet. Die Kommission setzt sich aus unabhängigen Experten aus Wissenschaft, Wirtschaft und Praxis zusammen und gewährleistet dadurch eine fundierte und objektive Bewertung der eingereichten Studienprogramme, Institutionen und Weiterbildungsangebote. Ihre Entscheidungen basieren auf klar definierten Qualitätskriterien, die sowohl nationale als auch internationale Standards berücksichtigen.

## Leistungsbereiche der FIBAA

### Bereich der Programmakkreditierung

#### International
Die FIBAA begutachtet und akkreditiert Bachelor-, Master- und PhD-Studiengänge an staatlichen und staatlich anerkannten Hochschulen ebenso wie an Hochschulen, die sich in Gründung befinden.
Seit ihrer Gründung 1994 hat die FIBAA mehr als 5.600 Akkreditierungsverfahren erfolgreich durchgeführt. Sie hat Studiengänge nicht nur an deutschen, sondern auch an europäischen (z. B. Niederlande, Österreich, Schweiz, Tschechische Republik) und an nicht-europäischen (z. B. Indonesien, Vietnam, Kasachstan, Jordanien, Türkei) Hochschulen akkreditiert. Für Akkreditierungen außerhalb Deutschlands berücksichtigt die FIBAA die jeweiligen nationalen Vorgaben und verbindet diese mit ihren eigenen Qualitätsstandards und -anforderungen.
Dabei bilden die Prinzipien der Bologna-Erklärung von 1999 und deren Weiterentwicklung die grundlegenden Beurteilungsmaßstäbe bei den Akkreditierungen. Der besondere Fokus bei der Vergabe des FIBAA-Qualitätssiegels für akkreditierte Programme liegt auf Internationalität, Employability und Wirtschaftsnähe.
Bei einer positiven Akkreditierungsentscheidung verleiht die FIBAA der Hochschule ihr Qualitätssiegel.
Etablierte Studiengänge, die bereits Absolventinnen und Absolventen verzeichnen und im Rahmen eines FIBAA-Akkreditierungsverfahrens eine deutlich überragende Qualität in Studium und Lehre aufweisen, werden mit dem Premium-Siegel ausgezeichnet. FIBAA ist die einzige Akkreditierungsagentur, die ein Premium-Siegel verleiht.
Die FIBAA verfolgt die neuesten Entwicklungen in der Hochschulbildung, wie zum Beispiel die Digitalisierung und die Nutzung von Künstlicher Intelligenz. Aus diesem Grund wird auch der Fokus bei der Vergabe des FIBAA-Qualitätssiegels zukünftig um diese Bereiche erweitert. Der angepasste Bewertungskatalog wird ab 2025 eingesetzt.

#### Deutschland
Die Programmakkreditierung betrifft Bachelor- und Masterstudiengänge staatlicher oder staatlich anerkannter Hochschulen in Deutschland. Nach erfolgreichem Verfahren erhält der Studiengang eine befristete Akkreditierung, ggf. mit Auflagen, und trägt das Qualitätssiegel des Akkreditierungsrates.
Die FIBAA bietet staatlichen sowie staatlich anerkannten privaten Hochschulen in Deutschland die Durchführung von Programmakkreditierungen gemäß dem Studienakkreditierungsstaatsvertrag und den Landesrechtsverordnungen an, basierend auf ihrer Zulassung durch den Akkreditierungsrat.

#### Schweiz
Die FIBAA ist vom Schweizerischen Akkreditierungsrat (Re-Akkreditierung am 24. September 2021) als Akkreditierungsagentur gemäß dem Hochschulförderungs- und Koordinationsgesetz (HFKG) anerkannt. Die FIBAA bietet Hochschulen in der Schweizerischen Eidgenossenschaft Dienstleistungen in der Programm- und institutionellen Akkreditierung sowie Beratung gemäß der Akkreditierungsverordnung des Hochschulrates zur Akkreditierung im Hochschulbereich der Schweizerischen Eidgenossenschaft (Akkreditierungsverordnung HFKG) von 2015 an.

#### Niederlanden
Die FIBAA-Mitarbeiterinnen und -Mitarbeiter nehmen regelmäßig an dem Schulungsangebot der Akkreditierungsorganisation Nederlands Vlaamse Accreditatie Organisatie (NVAO) teil, um sich als Secretaries ausbilden zu lassen. Damit sind sie berechtigt, Verfahren gemäß der NVAO durchzuführen. Darüber hinaus können sich niederländische Hochschulen freiwillig für eine internationale Programmakkreditierung durch die FIBAA entscheiden.

### Bereich institutioneller Akkreditierung
Die FIBAA hat bereits über 60 System- und institutionelle Akkreditierungen erfolgreich durchgeführt. Im Bereich der institutionellen Akkreditierung sieht die FIBAA folgende Leistungen vor:

#### International: Institutionelle Accreditation
Ausländischen und deutschen Hochschulen bietet die FIBAA das Prüfverfahren „Institutionelle Accreditation“ an. Im Rahmen dieses Verfahrens wird das Management der Hochschulinstitution bezogen auf ihre wesentlichen Leistungsbereiche (Forschung, Lehre, Verwaltung, Öffentlichkeitsarbeit) geprüft.
Das Verfahren wendet sich an Hochschulen und Fakultäten, Fachbereiche oder Schools, die – bspw. zur Förderung internationaler Kooperationen – ihre Qualität durch ein institutionelles Prüfverfahren dokumentieren möchten.
Nach einem erfolgreichen Abschluss des Verfahrens verleiht die FIBAA der Hochschule das FIBAA-Qualitätssiegel für Institutionelle Accreditation.
International ist die FIBAA im Bereich der institutionellen Verfahren auch in der Schweiz und in Österreich tätig. Die FIBAA führt das Verfahren der institutionellen Akkreditierung in der Schweiz durch (vom ersten Informationsgespräch bis zum finalen Gutachterbericht unter Berücksichtigung einer Stellungnahme der Hochschule). Die Entscheidung über die Akkreditierung trifft der Schweizer Akkreditierungsrat auf Grundlage des von der FIBAA erstellten Gutachterberichts und Akkreditierungsantrags. Für Österreich kommt das Verfahren der Institutionellen Accreditation gemäß dem österreichischen Hochschul-Qualitätssicherungsgesetz (HS-QSG) in Frage.

#### Deutschland: Systemakkreditierung
Die Systemakkreditierung bewertet das interne Qualitätssicherungssystem einer Hochschule und ermöglicht ihr, das Siegel des Akkreditierungsrates eigenständig für geprüfte Studiengänge zu verleihen.
FIBAA bietet staatlichen und staatlich anerkannten privaten Hochschulen in Deutschland Systemakkreditierungen gemäß Studienakkreditierungsstaatsvertrag und Landesrechtsverordnungen an, basierend auf der Zulassung durch den Akkreditierungsrat.

### Zertifizierung
Mit einer erfolgreichen Zertifizierung werden national und international Transparenz und Vergleichbarkeit der Weiterbildungskurse sichergestellt (EQR-Level 5 bis 8). Das FIBAA-Qualitätssiegel dokumentiert Qualität und Hochschulniveau.

#### Zertifizierung von Weiterbildungskursen
Die FIBAA zertifiziert Weiterbildungskurse an Hochschulen und Bildungsinstitutionen, die nicht zu einem akademischen Abschluss führen. Dazu zählen auch Micro-Credentials und Massive Open Online Courses (MOOCs). Mit einer erfolgreichen Zertifizierung werden Transparenz und Vergleichbarkeit, auch im internationalen Maßstab, der jeweils angebotenen Weiterbildungskurse sichergestellt (EQR-Level 5 bis 8). Den zertifizierten Weiterbildungskursen verleiht die FIBAA ihr Qualitätssiegel, das die Qualität und das Hochschulniveau dieser Kurse dokumentiert. Weiterbildungskurse, die eine exzellente Qualität aufweisen, werden mit dem FIBAA-Premium-Siegel ausgezeichnet.

#### Zertifizierung von digitalen Bildungskonzepten
Mit dem FIBAA-Qualitätssiegel „Excellence in Digital Education“® hat die FIBAA das erste Zertifizierungsverfahren entwickelt, das der Digitalisierung des Lehr- und Lernangebotes und der Hochschulen und Bildungseinrichtungen des tertiären Sektors Rechnung trägt. Das FIBAA-Qualitätssiegel „Excellence in Digital Education“® ist eine eingetragene Marke in der EU und der Schweiz.

### Bereich Beratung: FIBAA Consult
Die Organisationseinheit FIBAA Consult unterstützt Institutionen in verschiedenen Bereichen und Phasen der Qualitätsentwicklung und -sicherung. FIBAA Consult bietet Workshops und Seminare für Hochschulen zu Themen rund um Qualitätssicherung im Hochschulbereich, individuelle Beratung (inkl. institutionelle Verfahren) sowie Studien und Auftragsprojekte an.